# محمدوو
محمدوو (انگلیسی: Mukhametovo) یک شهرک در شهرستان بلورتسکی باشقیرستان کشور روسیه است.